# 이아주
이아주(李娥珠, 리아주, 1899년 음력 7월 19일 ~ 1968년 9월 11일)는 대한민국의 독립운동가이다.

## 주요 이력
이아주는 대한민국 제2대 부통령을 역임한 김성수(金性洙)의 두 번째 배우자이다. 정신여학교에 재학 중 3·1 만세 운동을 주도한 혐의로 구속되었다가 석방되었다. 2005년 대통령 표창이 추서되었다. 다른 이름으로는 이아수(李娥洙), 이애주(李愛主)라는 이름이 있다. 본관은 용인(龍仁)이다.

## 생애
이아주는 1899년 음력 7월 19일 평북 강계에서 용인 이씨인 아버지 이봉섭(李鳳涉)과 김해 김씨인 어머니의 딸로 태어났다.
18세 때에 경성부로 올라와 정신여학교(貞信女學校)에 입학하였다.
3·1 항쟁이 일어나자 정신여학교 졸업반이었던 그는 만세운동의 대열에 동참하였다. 3월 1일 학생단의 대규모 만세시위가 있은 뒤, 3월 5일 제 2차 시위가 있다는 소식을 듣고 이에 찬동하여 이날 오전 9시부터 전개된 남대문역 부근의 만세시위에 참가하였다. 그는 남대문역에서 학생 및 시민으로 구성된 대규모 시위대에 합류하여 독립기를 내세우고 적포(赤布)를 흔들면서 독립만세를 고창하는 시위군중과 함께 만세를 연호하며 시가행진을 벌였다.
3월 5일 서울 남대문 근처에서 30여 명의 여학생들을 이끌고 만세운동에 참가했다가 총독부 왜경에 체포되어 기소되었다.
체포된 후 취조를 받는데, 왜경이 "너희들이 만세를 부른다고 독립이 될줄 아느냐?"고 다그칠 때 그는 "언젠가는 꼭 될 줄 안다."고 자신있게 답변하였다. 결국 그는 경찰서 유치장을 거쳐 서대문감옥으로 넘겨지고 여기서 나혜석, 어윤희, 권애라, 신관빈, 심명철, 신진심, 강기정 등과 만났으며 이들과 함께 예심판결을 받고 복역하다가 8월 6일 보석으로 출감하였다.
1919년 10월 3.1만세운동 가담 혐의로 6개월형을 언도받고 1919년 11월 6일 경성지방법원에서 재판받았다. 1920년 2월 27일 경성복심법원에서 소위 출판법 및 보안법 위반으로 징역 6월을 선고받았다. 그러나 병으로 1920년 3월 22일에 가출옥했다.
이아주가 세브란스 병원에 입원했을 때, 김성수는 이아주의 문병을 가게 되었다. 김성수의 문병이 인연으로 후일 이아주는 김성수와 재혼하게 되었다.
만년에 중풍과 뇌출혈로 고생하던 김성수를 간호하였다. 1968년 9월 11일에 사망하여 경기도 남양주군 구리읍 사로리(뒤에 구리시 사로동)에 안장되었다.
2005년 3월 7일 3.1만세운동에 참여한 공로로 대통령 표창이 추서되었다.

## 이외 이력
- 민주당 상임고문(1955년 9월 25일 ~ 1957년 1월 30일)
- 신민당 상임고문(1967년 12월 3일 ~ 1968년 3월 20일)

## 가족 관계
- 아버지 : 이봉섭(李鳳涉)
- 어머니 : 김해 김씨(金海 金氏)
- 남편 : 김성수(金性洙, 1891년 10월 11일 ~ 1955년 2월 18일)
  - 아들 : 김상오(金相五)
  - 아들 : 김상종(金相淙)
  - 아들 : 김남(金楠, 제4대 대통령 윤보선의 비서)
  - 아들 : 김상철(金相哲)
  - 아들 : 김상겸(金相謙)
  - 딸 :
  - 딸 : 김상현(金相玹)
  - 딸 : 김순민(金順玟)

## 같이 보기
- 3·1 만세 운동
- 정신여학교
- 김성수
- 동아일보
- 김상만
- 최두선
- 윤치영
- 김병국
- 김병관
- 김병기
- 윤성선

## 참고 자료
- 독립운동사자료집(국가보훈처) 제5권 88∼95·155∼184면
- 朝鮮獨立運動(金正明, 1966) 제1권 831∼852면
- 韓民族獨立運動史資料集(국사편찬위원회) 제14권 103·104면, 제17권 123∼127면, 제18권 124면
- 독립운동사(국가보훈처) 제2권 113면, 제9권 186·200·231면
- 《서대문형무소 근현대사:일제시대 편》 (김삼웅, 나남, 2006)
- 인촌기념회, 《인촌 김성수 평전》(인촌기념회, 동아일보사, 1991)
- 동아일보, 《인촌 김성수의 사상과 일화》(동아일보편집부 편, 동아일보사, 1988)